# Car Wenxuan od Sjevernog Qija
Car Wenxuan od (Sjevernog) Qija ((北)齊文宣帝) (526. – 559.), osobno ime Gao Yang (高洋), kurtoazno ime Zijin (子進), bio je car i osnivač kineske dinastije Sjeverni Qi. Bio je drugi sin Gao Huana, vrhovnog zapovjednika vojske i de facto vladara države Istočni Wei. Nakon što mu je godine 549. umro stariji brat i Gao Huanov nasljednik Gao Cheng, postao je regent države Istočni Wei. Godine 550. je natjerao cara Xiaojinga da abdicira i sam preuzeo prijestolje, osnovavši tako dinastiju Sjeverni Qi.
Na samom početku vladavine se istakao brigom za vojna pitanja, te se država Sjeverni Qi nalazila na vrhuncu vojne moći. Također je nastojao ujednačiti porezna davanja svojih podanika, te izdašnim plaćama činovnika suzbiti korupciji. Većinu upravnih poslova je prepustio sposobnom Yang Yinu. Međutim, s vremenom se car Wenxuan razbahatio, postao okrutan i sklon alkoholu, a njegovo hirovito ponašanje državu bacilo u kaos.